# バイ・バリク
バイ・バリク（bay balïq）は、757年にセレンゲ河畔に築かれたウイグル帝国の城塞都市。中国史書からは富貴城（意訳）、白八里（音訳）とも書かれる。現在は中核の一部城壁のみが残存している。

## 記録
回鶻（ウイグル）の葛勒可汗（在位：747年 - 759年）が建てた『シネ・ウス碑文』の記述によると、「モユン・チョル（葛勒可汗）はソグド人と中国人（のため）にセレンゲ河畔にバイ・バリクを築かせた」とある。古テュルク語で“バイ”は「豊かな、富んだ」を意味し、“バリク”は「都城」を意味する。『新唐書』地理誌にみえる「仙娥（セレンゲ）川北岸の富貴城」がこれにあたる。
後世にも職人など定住民の町として、モンゴル帝国時代の史料にも記述がある。

## 現在も残る遺跡
現在、バイ・バリクと思われる遺跡が、モンゴル国ボルガン県ホタグ・ウンドゥルの郊外、セレンゲ川から北へ2キロ余りのところにある。それは一辺が約235メートルの城壁で囲まれたほぼ正方形の遺跡であり、城壁のよく残っている部分を観察すると、版築工法で築かれていることがわかり、厚さ3～4メートル、高さが7メートルに達している。このすぐ南に城壁の残りは悪いが、1辺が140メートル前後の城址もあり、またすぐ南西にも一辺305～345メートルの城址があって、これら三城でひとまとまりをなしていたのかもしれない。「ソグド人と中国人を住まわせるために」という解釈が正しいとすれば、この城は彼らが従事する交易の拠点という役割を期待され、それゆえに「富んだ城」と命名されたのであろう。葛勒可汗はこのほかにもオルホン川流域の平原に宮殿を建てたらしい。

## 参考資料
- 小松久男『中央ユーラシア史』（山川出版社、2005年、ISBN 463441340X）